# Литературная премия Машаду де Ассиса

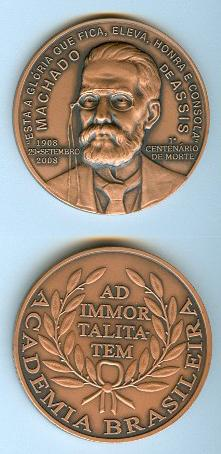

Литературная премия Машаду де Ассиса
(порт.Prêmio Machado de Assis) — литературная премия, присуждаемая Бразильской академией литературы, одна из самых престижных литературных наград в Бразилии.

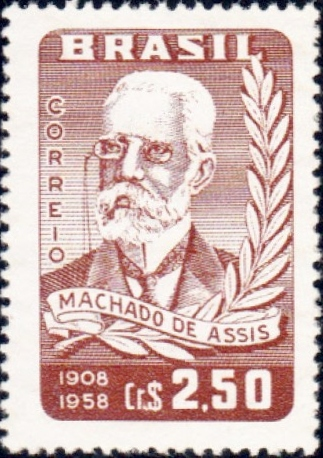
Машаду де Ассис

Премия была учреждена в 1941 году и названа в честь писателя, одного из основателей в 1897 году Бразильской академии литературы Жуакима Марии Машаду де Ассиса (1839–1908). Присуждается в знак признания творческого труда всей жизни.
До 2016 года вручалась в нескольких номинациях: Гран-при Машаду де Ассиса (100 тысяч бразильских реалов), поэзия, проза, эссе, детская и юношеская литература (50 тысяч бразильских реалов). В 2016 году все номинации объединились. Кроме того, премию стали вручать и специалистам гуманитарных наук. Победитель теперь получает диплом, медаль и 300 тысяч бразильских реалов.
В числе лауреатов литературной премии Машаду де Ассиса:
- Шмидт, Афонсу (1942)
- Вериссимо, Эрико (1953)
- Кейрос, Ракел ди (1958)
- Гимарайнш Роза, Жуан (1961)
- Насентиш, Антенор (1962)
- Фрейре, Жилберту (1963)
- Мейрелис, Сесилия (1965)
- Гилка Мачадо (1979)
- Машаду, Ана Мария (2001)
- Феррейра Гуллар (2005)
- Доураду, Аутран (2008)
- Тревизан, Далтон (2012)
- Сантьягу, Силвиану (2013)
- Фонсека, Рубен (2015)